# 775
775 (DCCLXXV) fue un año común comenzado en domingo del calendario juliano, en vigor en aquella fecha.

## Acontecimientos
- 25 de abril - Batalla de Bagrevand: Los abasí ponen fin a la rebelión armenia. El control musulmán sobre Transcaucasia es consolidado, mientras las principales familias Nakharar de Armenia, sobre todo la dinastía Mamikonian pierden su poder y huyen al Imperio Bizantino.
- 14 de septiembre - El emperador Constantino V fallece mientras está en una campaña en Bulgaria. Su hijo, León IV lo sucede como emperador de Bizancio y prosigue la lucha contra los búlgaros y musulmanes.
- Guerras sajonas: Carlomagno realiza una gran asamblea en Quierzy (norte de Francia) y lidera el ejército franco hacia Sajonia para retomar el castrum de Syburg (cerca de Dortmund) y fortifica Eresburgo. Alcanza el río Weser en un lugar llamado Braunsberg donde los sajones estaban preparados para combatir, pero son derrotados cuando las tropas francas cruzan el río.[1]
- Sajones westfalios, probablemente comandados por Widukind cruzan el Weser y batallan inconclusivamente en Hlidbeck (hoy Lübbecke). Carlomagno proclama la victoria, pero en la realidad sufre un revés. Reúne sus fuerzas y provoca una real derrota a los sajones, tomando botines y rehenes, aunque Widukind escapa.[2]
- Otoño - Carlomagno retoma el Hellweg (corredor principal) sobre el valle del río Lippe, estableciendo comunicaciones entre Austrasia, Hesse y Turingia. Es usado como una ruta comercial bajo supervisión franca.[3]
- La ciudad alemana de Giessen es fundada.
- Mercantes andaluces establecen un emporio en la costa del Magreb en Ténès (hoy Argelia).[4]
- El califa abasí al-Mansur fallece luego de un reinado de 21 años y es sucedido por su hijo al-Mahdi.
- Bagdad se convierte en la ciudad más grande del mundo, superando a Chang'an, capital de China.[5]
- El Tíbet sojuzga a sus vecinos del Himalaya y concluye un acuerdo fronterizo con la dinastía Tang (fecha aproximada).
- El rey Dharmapala comienza su reinado en Bengala.[6]
- Un crecimiento de 1,2% de concentración de carbono-14 registrado en anillos de árboles sugieren que una fuerte tormenta solar pudo haber impactado la Tierra entre 774 y 775.[7]

## Nacimientos
- Amalario de Metz, teólogo franco.
- Ebbo, arzobispo de Reims.
- Eginardo, escritor franco y biógrafo de Carlomagno.
- Fujiwara no Fuyutsugu, cortesano, general, estadista y poeta japonés.
- Hilduino de Saint-Denis, arzobispo de París.
- León V el Armenio, emperador bizantino.
- Rotruda, hija de Carlomagno.
- Tahir ibn Husayn, gobernador de la dinastía tahirí.
- Teodosia, emperatriz bizantina (fecha aproximada).

## Fallecimientos
- 25 de abril: Smbat VII Bagratuni, noble armenio.
- 25 de abril: Mushegh VI Mamikonian, noble armenio.
- 14 de septiembre: Constantino V, emperador bizantino.
- Al-Mansur, califa musulmán.
- Ciniod I, rey de los pictos.
- Fujiwara no Kurajimaro, cortesano y estadista japonés.
- Isma'il ibn Jafar, imán chií (fecha aproximada).
- Kibi no Makibi, cortesano japonés.
- Li Mao, príncipe chino de la dinastía Tang.
- Milred, arzobispo de Worcester.
- Nanyang Huizhong, monje zen de la dinastía Tang.
- Princesa Inoe, emperatriz consorte de Japón.